# Jardim Sá da Bandeira (Lisboa)
O Jardim da Praça Dom Luís é um jardim em Lisboa. Possui um monumento a Marquês Sá da Bandeira ao centro.
O monumento foi inaugurada em 31 de Julho de 1884 e é constituído por três partes: a base, formada por três degraus, o pedestal em pedra e a estátua principal, com Sá da Bandeira de pé segurando um estandarte. A ladear a base assentam quatro estátuas em bronze: uma na parte posterior que representa a História, dois leões de cada lado dessa e, na parte frontal, uma mulher com uma criança ao colo, representando os escravizados de África. O escultor foi o italiano Giovanni Ciniselli e o arquitecto Germano José Sales.